# Habrocestum swaminathan
Espèce
Habrocestum swaminathan est une espèce d'araignées aranéomorphes de la famille des Salticidae.

## Distribution
Cette espèce est endémique du Kerala en Inde,. Elle se rencontre dans le district de Palakkad.

## Description
Le mâle holotype mesure 3,45 mm et la femelle paratype 4,20 mm.

## Systématique et taxinomie
Cette espèce a été décrite par Jose, Caleb et Sudhikumar en 2024.

## Étymologie
Cette espèce est nommée en l'honneur de Mankombu Sambasivan Swaminathan.

## Publication originale
(mai 2024).
- Jose, Caleb & Sudhikumar, 2024 : « On three species of the genus Habrocestum Simon, 1876 (Araneae: Salticidae: Hasariini) from India. » Zootaxa, no 5448(2), p. 212-224.